# Timo Soini
Timo Soini (ur. 30 maja 1962 w Raumie) – fiński polityk, poseł do Eduskunty, od 2009 do 2011 deputowany do Parlamentu Europejskiego, wieloletni lider partii Prawdziwi Finowie, od 2015 do 2017 wicepremier, w latach 2015–2019 minister spraw zagranicznych.

## Życiorys
Pracował w koncernie produkującym żywność, a od 1983 do 1992 jako sekretarz generalny Młodzieżowej Ligi Rozwoju Finlandii (Kehittyvän Suomen Nuorten Liitto). W międzyczasie (w 1988) ukończył studia na Uniwersytecie Helsińskim.
Należał do partii chłopskiej, od 1992 aż do jej rozwiązania trzy lata później pełnił funkcję sekretarza generalnego. Znalazł się następnie wśród założycieli eurosceptycznego ugrupowania Prawdziwi Finowie (Perussuomalaiset), w 1997 objął stanowisko przewodniczącego tej formacji. W 2000 został wybrany do rady miasta Espoo, w latach 2003–2009 zasiadał w Eduskuncie. W 2006 kandydował w wyborach prezydenckich, otrzymując 3,4% głosów.
W wyborach europejskich w 2009 z listy Prawdziwych Finów uzyskał mandat posła do Parlamentu Europejskiego. Został wiceprzewodniczącym grupy Europa Wolności i Demokracji, a także wiceprzewodniczącym Komisji Kultury i Edukacji. W 2011 odszedł z PE w związku z ponownym wyborem do krajowego parlamentu.
W 2012 ponownie był kandydatem w wyborach prezydenckich (w pierwszej turze głosowania otrzymał 9,4% głosów, zajmując 4. miejsce). W 2015 z powodzeniem ubiegał się o poselską reelekcję.
Kierowane przez niego ugrupowanie po raz pierwszy dołączyło następnie do koalicji rządowej. 29 maja 2015 Timo Soini wszedł w skład nowego gabinetu Juhy Sipili jako wicepremier i minister spraw zagranicznych.
W 2017 zrezygnował z ubiegania się o ponowny wybór na przewodniczącego partii. W czerwcu na tej funkcji zastąpił go Jussi Halla-aho, który pokonał ministra Sampa Terho. Kilka dni po tym wyborze Timo Soini dołączył do grupy 20 deputowanych, którzy przeszli do powołanej wówczas frakcji poselskiej Nowa Alternatywa. Pozostał na stanowisku ministerialnym, odchodząc jednak pod koniec czerwca z funkcji wicepremiera. W 2019 znalazł się poza parlamentem, w czerwcu tegoż roku zakończył pełnienie funkcji ministra.

## Życie prywatne
Jest żonaty, ma dwoje dzieci.
W 1988 konwertował się z luteranizmu na katolicyzm. Jest przeciwnikiem aborcji.